# Даблинци
Даблинци (енгл. Dubliners) су збирка од петнаест приповедака Џејмса Џојса, први пут објављена 1914. године. Приповетке представљају верни приказ живота људи ирске средње класе у Даблину и околини с почетка двадесетог века.
Приче су написане у доба када је ирски национализам био на врхунцу, а потрага за националним идентитетом и сврхом била у све већем замаху; на раскршћу историје и културе, Ирску су потресале различите идеје и утицаји. Приче су базиране на Џојсовој идеји епифаније: тренутак када лик доживљава просветљење или самоспознају која му мења живот. Многи од ликова из збирке Даблинци касније се појављују као споредни ликови у Џојсовом роману Уликс. На почетку, приче у збирци приповедају деца, а како се оне смењују, постепено се почињу бавити бригама и проблемима све старијих људи. То је у складу са Џојсовом првобитном троделном поделом колекције на детињство, адолесцентско и зрело доба.

## Историја издавања
Између 1905. године, када је Џојс први пут послао рукопис издавачу, и 1914. године, када је књига коначно објављена, Џојс је нуди укупно осамнаест пута, петнаесторици различитих издавача. Историја објављивања књиге представља исцрпљујућу причу о упорности упркос недаћама. Лондонска кућа Гранта Ричардса пристаје да је објави 1905. године. Њен штампар, међутим, одбија да укључи једну од прича („Два заводника“), а Ричардс затим почиње да врши притисак на Џојса да уклони низ других пасуса за које тврди да штампар такође одбија да уради. Џојс негодује, али напокон пристаје да изврши неке од тражених измена. Ричардс на крају одустаје од договора. Џојс потом поново нуди рукопис другим издавачима, а око три године касније (1909) проналази вољног кандидата - „Маунсел & Робертс“ из Даблина. Ипак, дешава се слична ситуација и Маунсел такође одбија да објави књигу, претећи да ће тужити Џојса због већ насталих трошкова штампања. Џојс се нуди да плати трошкове уколико му одштампани материјал буде предат и уколико му се дозволи да заврши посао и дистрибуира књигу преко неког другог, али када је стигао у штампарију одбијају да му предају материјал. Спаљују га наредног дана. Џојс успева да сачува једну копију, до које је дошао „на превару“. Изнова се затим посвећује тражењу издавача, а 1914. године Грант Ричардс поново пристаје да објави књигу, користећи се Маунселовом копијом коју је Џојс упео да сачува.

## Приповетке
- „Сестре“ – Након што свештеник Отац Флин умре, младић близак њему и његовој породици површно се бави његовом смрћу.
- „Суочење“ – Два ученика бежећи са часова сусрећу старијег човека.
- „Арабија“ – Дечак се заљубљује у сестру свог пријатеља, али неуспева у својој намери да јој купи вредан поклон са Араби базара.
- „Ивилин“ – Млада жена размишља да са морнаром побегне из Ирске.
- „После трке“ – Студент колеџа, Џими Дојл, покушава да се уклопи међу својим имућним другарима.
- „Два заводника“ – Двојица преваранта, Ленехан и Корли, проналазе служавку која је вољна да поткраде свог послодавца.
- „Пансион“ – Госпођа Муни успешно упућује кћерку Поли на имућни брак са својим станаром, господином Дораном.
- „Облачак“ – Вечера Малог Чендлера са старим пријатељем Игнеишесом Галахером баца ново светло на његове неостварене књижевне снове. Прича такође одражава Чендлерово расположење када схвати да пажња његове супруге више није усмерана ка њему већ ка њиховом новорођеном сину .
- „Преписи“ – Фарингтон, незграпни писар који има проблем са алкохолом, испољава своје фрустрације по пабовима и на свом сину Тому.
- „Прах“ – Стара служавка Марија, праља, слави Ноћ вештица са дететом о коме се старала, Џо Донелијем, и његовом породицом.
- „Болан случај“ – Господин Дафи одбија госпођицу Синико, па четири године касније схвата да ју је осудио на усамљеност и смрт.
- „Бршљанов дан у просторијама одбора“ – Ситни политичари не успевају да постану достојни успомене на Чарлса Стјуарта Парнела.
- „Мајка“ – Госпођа Керни покушава да учини своју ћерку најважнијом особом Ирског културног покрета дајући јој главне улоге на разним концертима, али на крају не успева.
- „Милост“ – Након што је г. Кернан пао низ степенице бара и повредио се, његови пријатељи покушавају да га промене кроз католицизам.
- „Мртви" – Габриел Конрој присуствује забави, а касније, док разговара са својом супругом, доживљава просветљење о природи живота и смрти. Са око 15-16 хиљада речи, ова прича се такође класификује као новела. По њој је снимљен филм Џона Хјустона, за који је сценарио написао његов син Тони, док је у улога госпође Конрој припала Џоновој ћерки Анџелики.

## Стил
Када се дискутује о Даблинцима, постоје две струје критичара које се истичу: „Реалисти“ и „Симболисти“. Реалисти сматрају Даблинце за најједноставније од свих Џојсових остварења, због чега им се често дешава да занемаре револуционарну природу дела. Уместо тога, Симболисти занемерују бунтовничко значење које се крије иза Џојсових симбола. Док неки полемишу искључиво са једном струјом, други су става да се Даблинци опиру сваком облику карактеризације. Без иједног чврстог доказа о тематском јединству, логици заплета или закључку, Џојс спречава било какву крајњу критичку анализу. Како Соња Башић тврди, на ову књигу „ не треба да се гледа као на релиситично/натуралистичко ремек дело, већ као на камен темељац укључен у модернистичу структуру Џојсовог зрелог рада".
Критичари су често тврдили да наратори у Даблинцима ретко посредују, што значи да је опис њихових мисли и емоција ограничен, што пак указује на праксу која прати одсуство нарације, где наратор види уместо да говори. Док неки указују на Џојсову употребу слободног неуправног говора као средства за разумевање његових ликова, он често прикрива веродостојност истих, на начин који их чини веома тешким за анализу." Како је Ричард Елман тврдио, „ Џојс инсистира на важности не инсистирајући ни на чему“. Особине његових ликова могу се само посматрати јер нису експлицитно наглашене.
Збирка као целина приказује целокупан животни поступак, почиње приповеткама о младости постепено напредујући да би се завршила приповетком „Мртви“. Посебан нагласак је на географским описима Даблина, по којима читалац који познаје ову област лако може да се оријентише. Вишеструке тачке гледишта приказане кроз збирку служе да направе поређење између различитих типова личности и људи ондашњег Даблина.

## Филмске, позоришне и друге адаптације
- Xјy Леонард адаптирао је шест приповедака које је приредио у позоришту „Гејт“ у Даблину, 1963. године.[6]
- Филмска адаптација приповетке „Мртви“ у режији Џона Хјустона емитована је 1987. године.
- У октобру 1988. Би-Би-Си Радио 4 емитује драматизацију приповедака: „Болан случај“, „После трке“, „Два заводника“, „Пансион“, „Облачак“ и „Преписи“. Серија се завршила драматизацијом приповетке „Мртви“, која је првобитно приказана 1994. године под називом „Музика у даљини“. За њима следе и сажете, ноћне верзије приповедака „Бршљанов дан у просторијама одбора" (из два дела у нарацији Т. П. Мекене), „Сестре“, „Суочење“, „Арабија“, „Ивилин“, „Прах“, које је читао Бери Мекгаверн.
- 1999. године, кратка филмска адаптација приповетке „Арабија“, у продукцији и режији Дениса Кортнија.[7]
- 2000. године, музичка адаптација приповетке „Мртви“, у режији Ричарда Нелсона, коју је написао уз помоћ Шона Дејвија, добија награду „Тони“.
- У априлу 2012. Стивен Ри чита „Мртви“ на РТЕ Радију 1.[8]
- У фебруару 2014. Стивен Ри чита свих 15 приповедака у 20 делова од по 13 минута, у радио емисији „Књига пред спавање“ на Би-Би-Си радију 4.
- У јуну 2014. „WNYC The Green Space“ премијерно емитује Даблинце - аудио представа коју је писао и режирао Артур Јоринкс, базирана на приповеткама „Арабија“, „Ивилин“, „Прах“, и „Мртви“.
- У јулу 2014. ирски глумац Карл Финеган модернизује приповетку „Два 3аводника“, у краткој филмској адаптацији коју је режирао у сарадњи са Дареном Мекгретом. Карл Финеган такође продуцент, режирао је и играо улогу Корлија у овом филму.[9]
- У фебруару 2017. Метју Еберле пише и режира филмску адаптацију приповетке „Сестре“.[10]